# 安贝狼眼绵鳚
安贝狼眼绵鳚，為輻鰭魚綱鱸形目绵鳚亞目绵鳚科的其中一種，分布於南冰洋海域，屬底棲性魚類，棲息深度140-826公尺，體長可達35公分。

## 扩展阅读
維基物種上的相關：安贝狼眼绵鳚